# Цой, Иван Антонович
Иван Антонович Цой (5 марта 1901 года, деревня Пуциловка, Никольск-Уссурийский уезд, Приморская область Российская империя — 24 декабря 1976 года, Юкарычирчикский район, Ташкентская область, Узбекская ССР) — общественный и партийный деятель советских корейцев, председатель колхоза «Правда» Верхне-Чирчикского района Ташкентской области, Узбекская ССР. Герой Социалистического Труда (1953).

## Биография
Родился в 1901 году в крестьянской семье в деревне Пуциловка Никольск-Уссурийского уезда.
С 1917 года трудился посыльным у корейского купца Муна, с которым в этом же году посетил Санкт-Петербург, где его застала Октябрьская революция. До 1919 года трудился набивщиком папирос на табачной фабрике в Петрограде, затем — курьером Петроградского корейского национального совета. С 1919 года проживал в Москве, где трудился секретарём в Московском корейском национальном совете. В 1920—1921 годах был в командировке в Казани как представитель Московского корейского национального совета. С 1921 года обучался на рабфаке Петроградского государственного университета. С 1922 года трудился набивщиком папирос в Симбирске. С 1923 года проживал в Казани, где окончил курсы Главполитпросвета.
С 1924 года работал в Москве техническим, позднее — ответственным секретарём Союза корейцев СССР. Занимался общественной деятельностью среди советских корейцев. Был членом Президиума исполкома Московского губернского Союза корейцев. В 1925 году вступил в ВКП(б). В 1929 году окончил Московский институт народного хозяйства имени Г. В. Плеханова. Трудился экономистом в обществе «Шерсть». В 1930 году по призыву Московского горкома партии переехал на Сахалин, где работал экономистом-плановиком «Акционерного сахалинского общества», заведующим отдела культуры и пропаганды Сахалинского окружкома ВКП(б) в Александровске-Сахалинском. С 1931 года — секретарь партийного комитета Агневского леспромхоза, с 1934 года — секретарь Западно-Сахалинского райкома ВКП(б), с 1937 года — директор рыбзавода Сахгосрыбтреста в селе Танги.
В октябре 1937 года арестован по обвинению в контрреволюционной деятельности по ст. 58-1-8-11 УК РСФСР и приговорён к лишению свободы. Находился в заключении до марта 1940 года, когда с него было снято обвинение за отсутствием состава преступления. В апреле 1940 года реабилитирован и восстановлен в партии.
С 1940 года проживал в Ташкентской области, где трудился завторгом Верхне-Чирчикского райпотребсоюза, экономистом Янги-Базарского лубяного завода. С 1942 года работал заместителем председателя, заведующим фермой в колхозе «Правда» Верхне-Чирчикского района. За выдающиеся трудовые достижения был награждён в 1949 году Орденом Трудового Красного Знамени.
В 1950 году на общем собрании избран председателем колхоза «Правда». За короткое время вывел колхоз в число передовых сельскохозяйственных предприятий Ташкентской области. В 1951 году колхоз сдал государству в среднем по 57,1 центнера зеленцового стебля джута с каждого гектара на общей площади 383 гектаров. Указом Президиума Верховного Совета СССР от 21 декабря 1953 года удостоен звания Героя Социалистического Труда с вручением ордена Ленина и золотой медали «Серп и Молот».
Под его руководством колхоз «Правда» стал многоотраслевым и высокодоходным предприятием. В 1949—1954 годах одиннадцать тружеников колхоза удостоились звания Героя Социалистического Труда. В последующие годы колхоз «Правда» стал заниматься выращиванием хлопка и показывал высокие результаты в хлопководстве. За ежегодные высокие показатели в колхозе Иван Цой был награждён медалью «За трудовое отличие», двумя Орденами Трудового Красного Знамени.
Руководил колхозом в течение 23 лет. В 1973 году вышел на пенсию. Персональный пенсионер союзного значения.
Проживал в Верхне-Чирчикском районе. Скончался в декабре 1976 года. Похоронен на кладбище колхоза «Правда» (сегодня — хозяйство «Гулистан») Юкарычирчикского района.
Память
Его именем названа улица в посёлке Гулистан (бывший колхоз «Правда») Юкарычирчикского района.

## Награды
- Герой Социалистического Труда
- Орден Ленина
- Орден Трудового Красного Знамени (21.07.1949; 11.01.1957; 14.12.1972)
- Медаль «За трудовое отличие» (01.03.1965)
- Заслуженный хлопковод Узбекской ССР (1964)